# Bethan Partridge
Bethan Partridge (* 11. Juli 1990 in Shrewsbury) ist eine britische Hochspringerin. 

## Sportliche Laufbahn
Erste internationale Erfahrungen sammelte Bethan Partridge bei den Commonwealth Games 2014 in Glasgow, bei denen sie mit 1,81 m in der Qualifikation ausschied. Vier Jahre darauf wurde sie bei den Commonwealth Games im australischen Gold Coast mit übersprungenen 1,84 m Achte.
Von 2017 wurde Partridge Britische Hallenmeisterin im Hochsprung.

## Persönliche Bestleistungen
- Hochsprung: 1,87 m: 12. Juli 2015 in Birmingham
  - Hochsprung (Halle): 1,89 m, 11. Februar 2017 in Sheffield